# ATP Challenger Winnetka
Das ATP Challenger Winnetka (offizieller Name: Nielsen Pro Tennis Championships) war ein zwischen 1984 und 2019, mit mehreren Unterbrechungen, stattfindendes Tennisturnier in Winnetka. Es war Teil der ATP Challenger Tour und wurde im Freien auf Hartplatz ausgetragen. Im Einzel gab es in jeder Auflage einen anderen Sieger. Im Doppel ist der Südafrikaner Myles Wakefield der einzige zweifache Sieger.

## Liste der Sieger

### Einzel
| Jahr                         | Sieger             | Finalgegner         | Ergebnis          |
| ---------------------------- | ------------------ | ------------------- | ----------------- |
| 2019                         | Bradley Klahn      | Jason Kubler        | 6:2, 7:5          |
| 2018                         | Jewgeni Karlowski  | Jason Jung          | 6:3, 6:2          |
| 2017                         | Akira Santillan    | Ramkumar Ramanathan | 7:61, 6:2         |
| 2016                         | Yoshihito Nishioka | Frances Tiafoe      | 6:3, 6:2          |
| 2015                         | Somdev Devvarman   | Daniel Nguyen       | 7:5, 4:6, 7:65    |
| 2014                         | Denis Kudla        | Farrux Doʻstov      | 6:2, 6:2          |
| 2013                         | Jack Sock          | Bradley Klahn       | 6:4, 6:2          |
| 2012                         | John-Patrick Smith | Ričardas Berankis   | 3:6, 6:3, 7:63    |
| 2011                         | James Blake        | Bobby Reynolds      | 6:3, 6:1          |
| 2010                         | Brian Dabul        | Tim Smyczek         | 6:1, 1:6, 6:1     |
| 2009                         | Alex Kuznetsov     | Tim Smyczek         | 6:4, 7:61         |
| 2008                         | Rajeev Ram         | Scoville Jenkins    | 7:5, 6:4          |
| 2007                         | Noam Okun          | Kevin Anderson      | 6:4, 6:3          |
| 2006                         | Sam Querrey        | Andrea Stoppini     | 6:2, 6:3          |
| 2001–2005: nicht ausgetragen |                    |                     |                   |
| 2000                         | Takao Suzuki       | Yoon Yong-il        | 6:2, 6:4          |
| 1999                         | Alex O’Brien       | Maks Mirny          | 6:2, 6:2          |
| 1998                         | Geoff Grant        | Diego Nargiso       | 5:7, 6:3, 7:5     |
| 1997                         | Gianluca Pozzi     | Wayne Black         | 6:4, 6:2          |
| 1995–1996: nicht ausgetragen |                    |                     |                   |
| 1994                         | Vincent Spadea     | Cristiano Caratti   | 6:1, 4:6, 7:5     |
| 1993                         | Kevin Ullyett      | Maurice Ruah        | 6:3, 6:2          |
| 1992                         | Chuck Adams        | Steve Bryan         | 6:4, 6:4          |
| 1991                         | Byron Black        | Todd Martin         | 6:4, 4:6, 6:2     |
| 1990                         | Cristiano Caratti  | Chris Garner        | 7:6, 6:1          |
| 1989                         | Brian Garrow       | Todd Martin         | 6:4, 6:2          |
| 1988                         | Jeff Tarango       | Gianluca Pozzi      | 7:5, 5:7, 6:2     |
| 1987                         | Simon Youl         | Roberto Saad        | 5:7, 7:6, 6:3     |
| 1986                         | nicht ausgetragen  | nicht ausgetragen   | nicht ausgetragen |
| 1985                         | Barry Moir         | Harold Solomon      | 2:6, 7:5, 6:2     |
| 1984                         | Marc Flur          | Mike Leach          | 6:3, 6:4          |

### Doppel
| Jahr                         | Sieger                                 | Finalgegner                              | Ergebnis          |                   |
| ---------------------------- | -------------------------------------- | ---------------------------------------- | ----------------- | ----------------- |
| 2019                         | JC Aragone Bradley Klahn               | Christopher Eubanks Thai-Son Kwiatkowski | 7:5, 6:4          |                   |
| 2018                         | Austin Krajicek Jeevan Nedunchezhiyan  | Roberto Maytín Christopher Rungkat       | 6:74, 6:4, [10:5] |                   |
| 2017                         | Sanchai Ratiwatana Christopher Rungkat | Kevin King Bradley Klahn                 | 7:64, 6:2         |                   |
| 2016                         | Stefan Kozlov John-Patrick Smith       | Sekou Bangoura David O’Hare              | 6:3, 6:3          |                   |
| 2015                         | Johan Brunström Nicholas Monroe        | Sekou Bangoura Frank Dancevic            | 4:6, 6:3, [10:8]  |                   |
| 2014                         | Thanasi Kokkinakis Denis Kudla         | Evan King Raymond Sarmiento              | 6:2, 7:64         |                   |
| 2013                         | Yuki Bhambri Michael Venus             | Somdev Devvarman Jack Sock               | 2:6, 6:2, [10:8]  |                   |
| 2012                         | Devin Britton Jeff Dadamo              | John Peers John-Patrick Smith            | 1:6, 6:2, [10:6]  |                   |
| 2011                         | Treat Conrad Huey Bobby Reynolds       | Jordan Kerr Travis Parrott               | 7:67, 6:4         |                   |
| 2010                         | Ryler DeHeart Pierre-Ludovic Duclos    | Rik De Voest Somdev Devvarman            | 7:64, 4:6, [10:8] |                   |
| 2009                         | Carsten Ball Travis Rettenmaier        | Brett Joelson Ryan Sweeting              | 6:1, 6:2          |                   |
| 2008                         | Todd Widom Michael Yani                | Chen Ti Jose Statham                     | 6:2, 6:2          |                   |
| 2007                         | Patrick Briaud Chris Drake             | Nicholas Monroe Izak van der Merwe       | 7:6, 6:4          |                   |
| 2006                         | Cecil Mamiit Eric Taino                | Scoville Jenkins Rajeev Ram              | 6:2, 6:4          |                   |
| 2001–2005: nicht ausgetragen |                                        |                                          |                   |                   |
| 2000                         | Lee Hyung-taik Yoon Yong-il            | Matthew Breen Luke Smith                 | 2:6, 7:5, 6:3     |                   |
| 1999                         | James Blake Thomas Blake               | Maks Mirny Alexander Reichel             | 6:4, 6:7, 6:3     |                   |
| 1998                         | Grant Silcock Myles Wakefield (2)      | Geoff Grant Mark Merklein                | 1:6, 7:6, 7:6     |                   |
| 1997                         | Michael Sell Myles Wakefield (1)       | Chad Clark Ben Ellwood                   | 6:3, 7:6          |                   |
| 1995–1996: nicht ausgetragen |                                        |                                          |                   |                   |
| 1994                         | Brian MacPhie David Witt               | Doug Flach Wade McGuire                  | 7:5, 6:2          |                   |
| 1993                         | Wayne Arthurs Mark Petchey             | Patrick Rafter Sandon Stolle             | 7:6, 6:7, 6:4     |                   |
| 1992                         | Andrew Kratzmann Roger Rasheed         | Rick Witsken Todd Witsken                | 6:3, 3:6, 6:3     |                   |
| 1991                         | Byron Black Scott Melville             | Keith Evans Dave Randall                 | 6:4, 4:6, 6:2     |                   |
| 1990                         | Zeeshan Ali Menno Oosting              | Doug Flach Luis-Enrique Herrera          | 4:6, 6:3, 6:2     |                   |
| 1989                         | Ville Jansson Scott Warner             | Bill Benjes Arthur Engle                 | 6:7, 6:4, 6:4     |                   |
| 1988                         | Ricardo Acuña Royce Deppe              | Jared Palmer Pete Sampras                | 6:4, 6:4          |                   |
| 1987                         | Tobias Svantesson Jon Treml            | Pieter Aldrich Warren Green              | 6:3, 6:4          |                   |
| 1986                         | nicht ausgetragen                      | nicht ausgetragen                        | nicht ausgetragen | nicht ausgetragen |
| 1985                         | Ricky Brown Luke Jensen                | Kelly Evernden Brian Levine              | 6:4, 6:7, 6:4     |                   |
| 1984                         | Dan Goldie Michael Kures               | Ricardo Acuña Belus Prajoux              | 3:6, 6:4, 7:5     |                   |